# Адулис

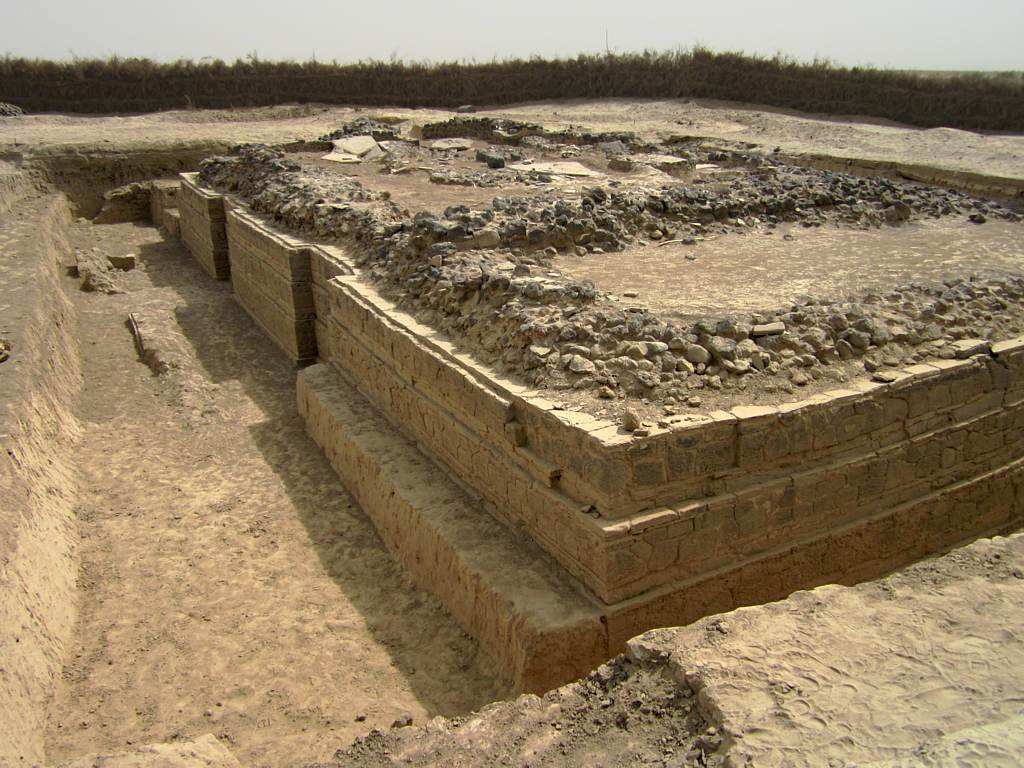
Византийская христианская базилика V века в Адулисе, раскопанная в 1914 году

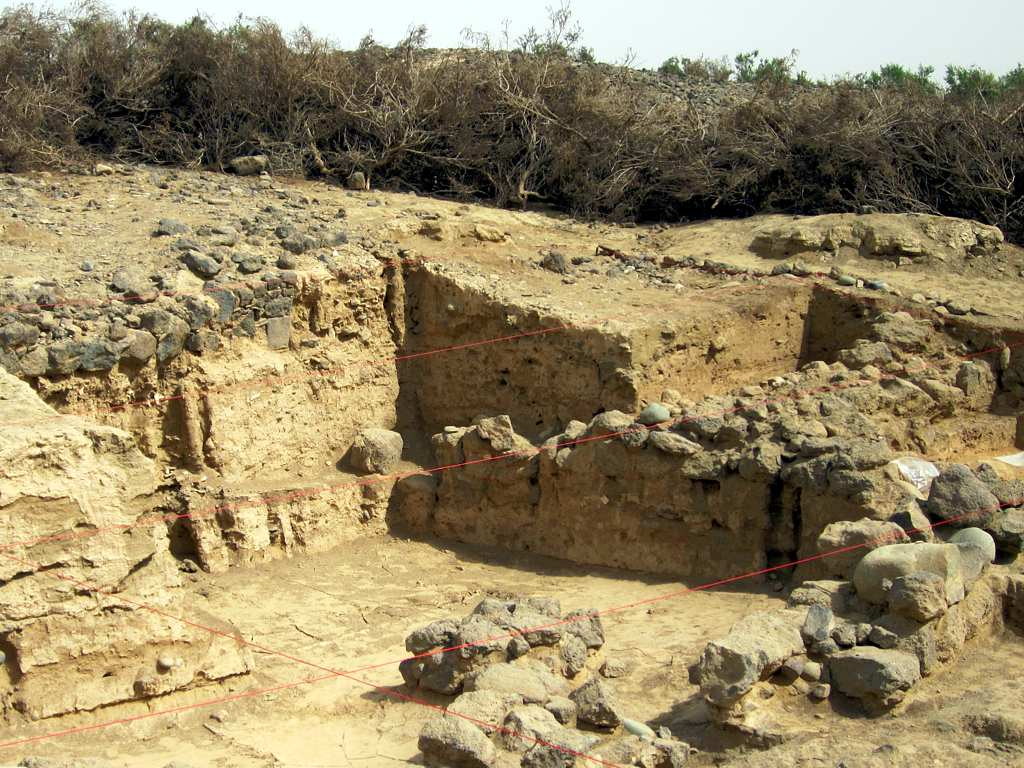
Археологические раскопки в Адулисе, выполненные итальянцем Роберто Парибени в 1907 году

Адулис — место археологических раскопок Северной красноморской провинции Эритреи, примерно в 30 милях к югу от города Массауа. Адулис был портом Аксумского царства, расположенным на побережье Красного моря. Залив Адулис назван по порту. Считают, что современный город Зула может быть Адулисом времён Аксумского царства, поскольку Зула может отражать местное название греческого «Адулис».

## История
Плиний Старший первым упомянул Адулис (N.H. 6.34), но неверно истолковал это название и подумал, что оно означает, что город основали беглые египетские рабы. Город упомянут в Перипле Эритрейского моря, лоции Красного моря и Индийского океана, которая описывает его как рынок торговли слоновой костью, кожами, рабами и другими вывозимыми из глубинных областей товарами. Возможно, что ранее город был известен как Береника Панхрисус (Berenice Panchrysus) Птолемеев.
Козьма Индикоплов пишет о двух надписях, которые он обнаружил здесь в VI веке: первая описывает, как Птолемей Эвергет (247—222 гг. до н. э.) использовал пойманных в этом регионе боевых слонов для достижения победы в своих зарубежных войнах. Вторая, известная под именем Monumentum Adulitanum, была сделана в 27-й год правления неназванного царя Аксума, который хвастается своими победами, одержанными к северу и югу от Аксума.
В датируемом IV веком произведении, традиционно (но возможно неверно) приписываемом перу Палладия из Галатии, описывается путешествие анонимного египетского юриста («схоласта») в Индию для изучения философии браминов. Часть пути его сопровождал некий Моисе или Моисей, епископ Адулиса.
Контроль над Адулисом давал Аксуму возможность быть крупнейшей державой в Красном море. Порт стал главным отправным пунктом для вторжения Калеба в химьяритское царство Зу Нуваса около 520 года. Несмотря на то, что Ю. М. Кобищанов подробно описал ряд набегов эфиопов на побережье Аравии (самый поздний из которых состоялся в 702 году, когда был захвачен порт Джидда), и утверждал, что Адулис был позднее захвачен мусульманами, что положило конец морской мощи Аксума и способствовало изоляции Эфиопии от Византийской империи и других её традиционных союзников, последние годы существования Адулиса представляют собой загадку. Исламские авторы иногда упоминают Адулис и близлежащий архипелаг Дахлак как место ссылки. Доказательства подтверждают, что Аксум сохранил доступ к Красному морю, но удача явно изменила ему после VII века. В любом случае, морская мощь Аксума уменьшилась, и обеспечение безопасности на Красном море перешло к другим государствам.

## Археологические раскопки
Адулис стал одним из первых мест археологических раскопок памятников аксумской культуры, когда в 1840 году французская экспедиция в Эритрею, возглавляемая Виньо (Vignaud) и Пети (Petit) провела первоначальную съёмку и составила карту, на которой было отмечено место нахождения трёх сооружений, являвшихся, по их мнению, храмами. В 1868 году рабочие, входившие в состав британской военной экспедиции Р. Нейпира против Теодроса II, побывали в Адулисе и откопали несколько зданий, в том числе — фундамент церкви византийского типа.
Первые научные раскопки провела немецкая экспедиция в 1906 году под руководством Р. Сандстрёма (R. Sundström), который работал в северном секторе площадки, вскрыв крупное сооружение, окрещённое им «дворцом Адулиса», а также обнаружив аксумские монеты. Результаты раскопок были опубликованы в четырёх томах в 1913 году. В следующем году в Адулисе вёл раскопки Р. Парибени, открывший много сооружений, аналогичных найденным в предыдущем году Сандстрёмом, а также ряд обычных жилых строений.
Прошло более 50 лет до следующей серии раскопок, когда в 1961 и 1962 годах Эфиопский институт археологии спонсировал экспедицию, возглавляемую Фрэнсисом Анфреем (Francis Anfray), которая не только обнаружила материалы, показывающие значительную близость с поздним Аксумским царством, но и слой разрушения, что позже дало Ю. Кобищанову возможность утверждать, что Адулис был уничтожен арабским набегом в середине VII века. Это мнение было позднее опровергнуто.
После обретения Эритреей независимости Национальный музей Эритреи обратился к правительству Эфиопии с просьбой о возврате артефактов, обнаруженных во время этих раскопок, но на сегодня в этой просьбе было отказано.